# 法林基
51°40′2″N 25°15′43″E / 51.66722°N 25.26194°E
法林基（烏克蘭語：Фаринки），是烏克蘭西北部的村莊，隸屬沃倫州的卡明-卡希爾斯基區。該村面積2.81平方公里，海拔高度156米，2001年人口700，人口密度每平方公里249.02人。